# V Liceum Ogólnokształcące im. Adama Asnyka w Szczecinie
V Liceum Ogólnokształcące im. Adama Asnyka w Szczecinie – publiczna szkoła ponadpodstawowa.  

## Historia
Placówka powstała 1 września 1948 jako Szkoła Ogólnokształcąca Towarzystwa Przyjaciół Dzieci stopnia podstawowego i licealnego z inicjatywy Robotniczego Towarzystwa Przyjaciół Dzieci przy współudziale Kuratorium Okręgu Szkolnego. W pierwszym roku pracowało w niej 35 nauczycieli, szkoła liczyła 783 uczniów w 22 oddziałach, a nauka odbywała się na trzy zmiany. Od 1 września 1949 stała się Szkołą Ogólnokształcącą Towarzystwa Przyjaciół Dzieci nr 1. Liczyła wtedy mniej uczniów (653), gdyż część przeniosło się do nowo otwartej szkoły przy ulicy Wielkopolskiej. Od września 1951 Kuratorium Okręgu Szkolnego całkowicie przejęło kontrolę pod swój zarząd i finansowanie. We wrześniu 1954 zmieniono oficjalną nazwę na 11-letnią Szkołę Ogólnokształcącą stopnia podstawowego i licealnego w Szczecinie. Po wybraniu patrona szkoły, od 1 września 1957 do 1963, funkcjonowała pod nazwą Szkoła Podstawowa i Liceum Ogólnokształcące Nr 5 imienia Adama Asnyka. 

## Lokalizacja
Szkoła początkowo mieściła się w odbudowanym z ruin wojennych budynku przy ulicy Małopolskiej 22. We wrześniu 1965 została przeniesiona na ulicę Kazimierza Królewicza. Na początku 1966 szkołę przeniesiono do nowego budynku przy ulicy Ofiar Oświęcimia 14, gdzie znajduje się do dziś. Szkoła należy do Stowarzyszenia Szkół Aktywnych. Do 2017 tworzyła Zespół Szkół Ogólnokształcących nr 1 w Szczecinie wraz z Gimnazjum nr 46 z Oddziałami Dwujęzycznymi. W 2008 szkoła przeszła remont – zmieniono elewację, ocieplono budynek oraz wyremontowano dach.

## Dyrektorzy
- Marian Królikowski (1948–1950)
- Zygmunt Ziółkowski (1951–1953)
- Maria Janiszewska (1953–1955)
- Zofia Gabrysiak (1955–1959)
- Kazimierz Machaj (1959–1967)
- Zdzisław Zacha (1967–1974)
- Ludomir Król (1974–1991)
- Maciej Muszyński (1991–2000)
- Hanna Bartnik (2001–2018)
- Kinga Jankowska (od 2018)

## Absolwenci
Absolwentami V LO byli/są m.in. (w kolejności alfabetycznej):
- Andrzej Androchowicz (junior)[4][5] – dziennikarz niezależny, publicysta
- Edward Balcerzan – teoretyk literatury, krytyk literacki, tłumacz, poeta i prozaik
- Roman Czejarek – dziennikarz radiowy i telewizyjny, publicysta
- Anna Frajlich-Zając – poetka
- Jan Maria Jackowski – polityk, pisarz
- Marta Karczewicz[6] – informatyczka, wynalazczyni w dziedzinie kompresji wideo
- Piotr Krzystek – prawnik, prezydent Szczecina
- Agata Kulesza – aktorka
- Włodzimierz Kuperberg – matematyk
- Artur Daniel Liskowacki – prozaik i poeta
- Michał Lew Lizak – adwokat, sędzia Trybunału Stanu VIII Kadencji
- Piotr Masojć – genetyk roślin, nauczyciel akademicki
- Marcin Matkowski – tenisista
- Jacek Piechota – polityk, minister gospodarki
- Monika Szwaja – pisarka
- Elżbieta Skórska[7][8] – biofizyczka, nauczycielka akademicka
- Bartłomiej Sochański – adwokat, prezydent Szczecina, sędzia Trybunału Konstytucyjnego
- Waldemar Tarczyński – ekonomista, profesor Uniwersytetu Szczecińskiego
- Adam Zieliński[7] – prawnik, raper występujący pod pseudonimem Łona